# Glycyphana pretiosa
Glycyphana pretiosa är en skalbaggsart som beskrevs av Miksic 1970. Glycyphana pretiosa ingår i släktet Glycyphana och familjen Cetoniidae. Inga underarter finns listade i Catalogue of Life.